# 丰特奈勒马尔米永
丰特奈勒马尔米永（法語：Fontenay-le-Marmion，法語發音：[fɔ̃tnɛ lə maʁmjɔ̃] ⓘ）是法国卡尔瓦多斯省的一个市镇，属于卡昂区。

## 地理
丰特奈勒马尔米永（49°5'36"N, 0°21'11"W）面积10.16 平方千米，位于法国诺曼底大区卡爾瓦多斯省，该省份为法国西北部沿海省份，北濒大西洋英吉利海峡，东北与滨海塞纳省以海上边界相接，东临厄尔省，南至奧恩省，西与芒什省接壤。
与丰特奈勒马尔米永接壤的市镇（或旧市镇、城区）包括：弗雷内勒皮瑟、勒卡斯特莱、卡斯蒂讷昂普莱讷、莱兹-克兰尚。

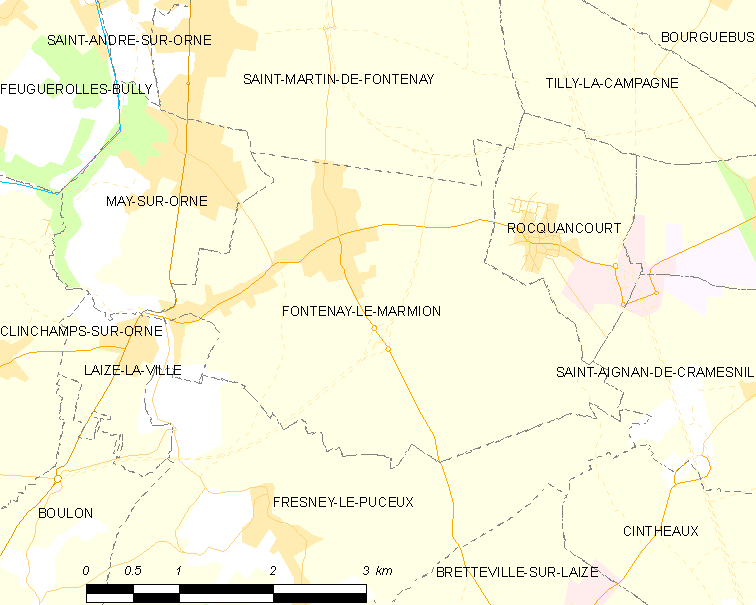
丰特奈勒马尔米永的OSM定位图

丰特奈勒马尔米永的时区为UTC+01:00、UTC+02:00（夏令时）。

## 行政
丰特奈勒马尔米永的邮政编码为14320，INSEE市镇编码为14277。

## 政治
丰特奈勒马尔米永所属的省级选区为埃夫勒西县。

## 人口

1962-2008年间丰特奈勒马尔米永人口变化图示

丰特奈勒马尔米永于2022年1月1日时的人口数量为2040人。